# Adriaan Jacob Domela Nieuwenhuis
Adriaan Jacob Domela Nieuwenhuis (Amsterdam, 27 maart 1850 - Rotterdam, 26 mei 1935), kunstverzamelaar, was de jongste zoon van Ferdinand Jacob Domela Nieuwenhuis en Henrietta Frances Berry (1810-1857). De sociaal anarchist Ferdinand Domela Nieuwenhuis was zijn oudere broer.   
Na het overlijden van zijn moeder in 1857 hertrouwde zijn vader met Mariane Antoinette Meijer, die de schilderkunst beoefende en hem verder opvoedde. 
Adriaan studeerde chemie te Karlsruhe en te Berlijn en had in Duitsland verschillende bestuurlijke functies. Hij trouwde in 1876 met Ulrika Weissenborn. Al in 1885 trok hij zich terug uit zaken, omdat hij door handige investeringen in goeden doen was geraakt. Hij vestigde zich in München en begon zijn kunstcollectie, die bestond uit voornamelijk grafiek, maar ook uit tekenkunst, beeldhouwkunst en toegepaste kunst. Hij studeerde filosofie en promoveerde in 1889 te Halle met het proefschrift Das Sparen ökonomischer und socialer Grundsatz. Door de hyperinflatie in Duitsland na de Eerste Wereldoorlog zag hij zich genoodzaakt om zijn collectie van de hand te doen in ruil voor een lijfrente. Hij bleef actief betrokken bij zijn collectie, die in 1923 een onderkomen in Museum Boijmans had gekregen. Toen hij in 1935 stierf liet hij een aanzienlijk vermogen na.

## Wetenswaardigheden
- Adriaan Jacob Domela Nieuwenhuis was commandeur in de Orde van Oranje-Nassau
- Jan Toorop heeft hem in 1924 geportretteerd

- Biografisch Portaal: 22928983
- CiNii: DA08506422
- Gemeinsame Normdatei: 1025763432
- International Standard Name Identifier: 0000 0004 4035 8293
- Library of Congress Control Number: n88069479
- Nederlandse Thesaurus van Auteursnamen: 273421247
- RKD-Nederlands Instituut voor Kunstgeschiedenis: 424800
- Istituto Centrale per il Catalogo Unico: LO1V131332
- Virtual International Authority File: 35999669
- WorldCat: E39PBJghk4D4GJHKfwbVv8YVmd